# 초혼, 다시 부르는 노래
《초혼, 다시 부르는 노래》는 2024년에 개봉한 대한민국의 드라마 영화이다. 조정래 감독의 신작이다.

## 캐스팅

### 주연
- 김정연 : 강민영 역
- 윤동원 : 김진욱 역
- 박철민 : 박성천 역
- 김동완 : 박용철 역

### 조연
- 리우진 : 조봉규 역
- 최용석 : 김경호 역
- 이나리 : 이현주 역
- 장세아 : 집회 사회자 역
- 김소운 : 민영 모 역
- 권재환 : 민영 부 역

### 특별출연
- 심형탁 : 강도언 역
- 김병춘 : 안기부 요원 역
- 정무성 : 기동대장 역

## 참고 사항
- 영화 초반 강민영과 친구들이 듣는 교양 수업에서 교수가 설명하고 있는 뤼미에르 형제의 다큐멘터리 영화는 뤼미에르 공장을 나서는 노동자들이다.